# 罗德尼基 (伊万诺沃州)
57°06′N 41°44′E / 57.100°N 41.733°E
羅德尼基（俄语：Родники́）是俄羅斯伊萬諾沃州的其中一個城市，位於伊萬諾沃東北54公里。2002年時人口為28,447人。
1606年建立，1918年建市。